# Skálholt

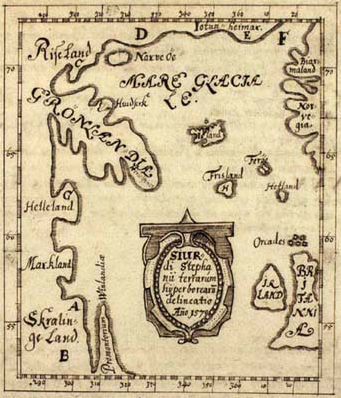
La carte de Skálholt.

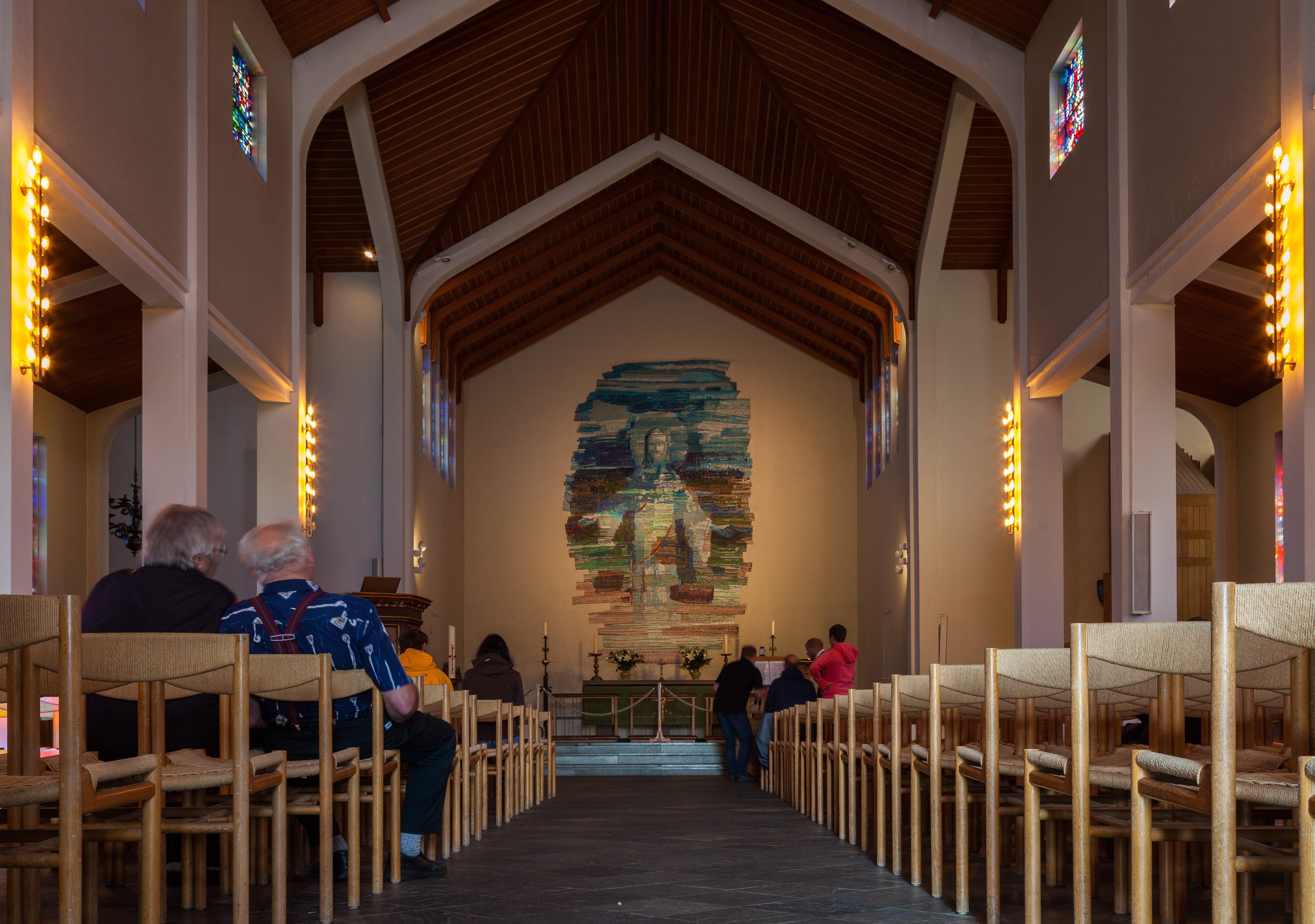
Intérieur de la Cathédrale.

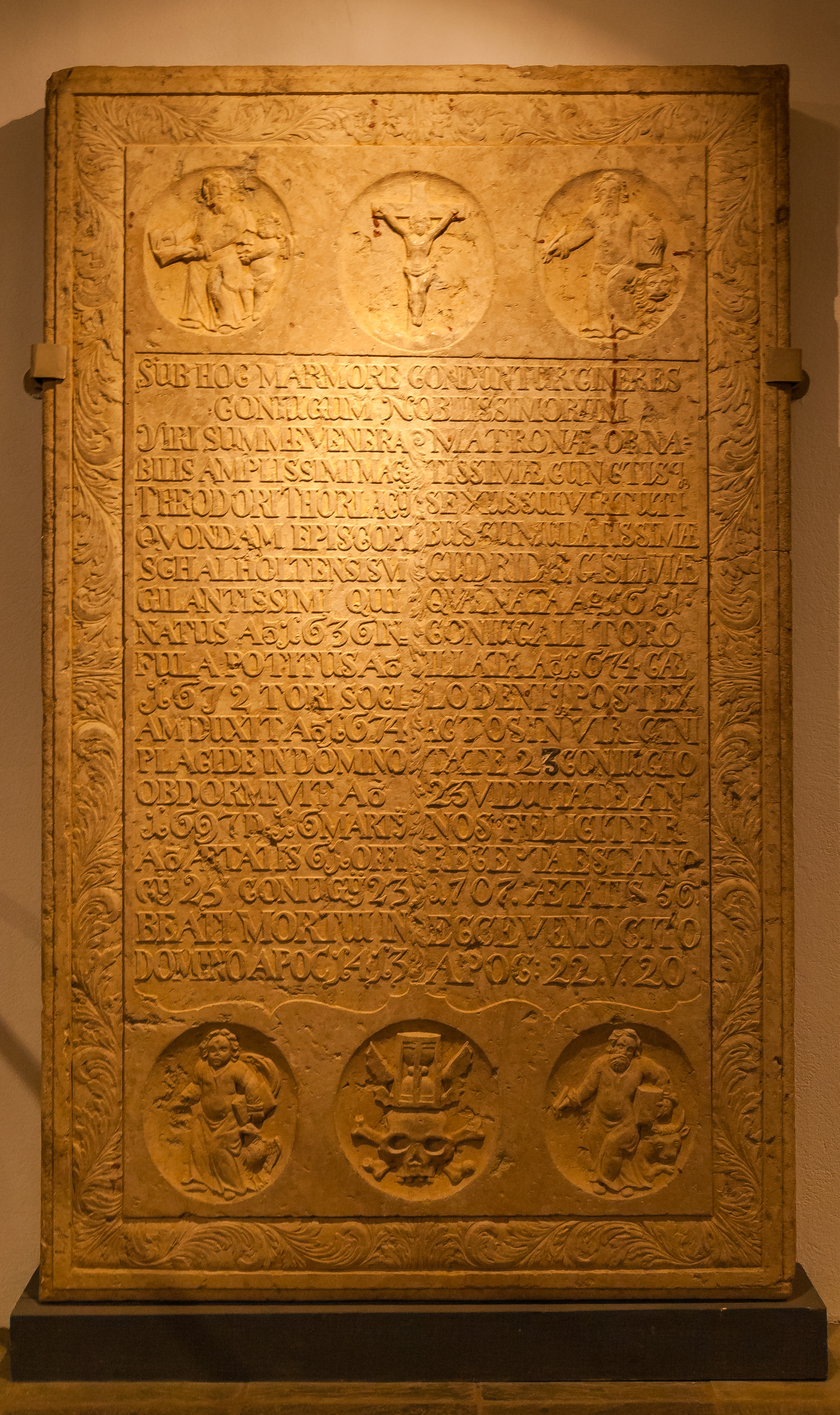
Inscription à l'intérieur de la cathédrale.

Skálholt est une localité islandaise de la municipalité de Bláskógabyggð située au sud de l'île, dans la région de Suðurland. Le village compte environ 160 habitants.

## Histoire

### Chronologie
Malgré son poids démographique relativement faible, Skálholt est un des lieux les plus importants de l'histoire islandaise. De 1056 jusqu'à 1784, il était avec Hólar - ce dernier à partir de 1109 - le siège de l'un des deux diocèses les plus importants sur l'île (voir Liste des évêques de Skálholt), et par suite un centre politique et intellectuel important du pays. Ainsi, dans le domaine de la politique, il eut pendant des siècles un poids comparable à celui de Þingvellir. Quant à la culture, c'est là que le premier collège du pays fut fondé. Le premier évêque de Skálholt, Ísleifur Gissurarson, fut canonisé par l'église catholique romaine.
Au XIIe siècle, l'évêque Klængur Þorsteinsson y fit construire une grande cathédrale en bois provenant de Norvège. Le dernier évêque catholique à Hólar, Jón Arason, lutta ardemment contre la Réforme imposée par le roi Christian III de Danemark ce qui lui valut d'être assassiné ici à Skálholt avec ses deux fils en 1550. Après ces événements, l'importance de Skálholt décrut et en 1784, on transféra l'évêché à Reykjavik.

### La carte de Skálholt
À la fin du XVIe siècle, un jeune enseignant de Skálholt, Sigurd Stefánsson, a étudié des documents historiques disponibles pour indiquer sur une carte marine les sites des anciennes découvertes vikings dans l'Atlantique Ouest, (Groenland, Helluland, Markland et Vinland). Sigurd était le petit-fils d'un évêque de Skálholt. Après des études à l'Université de Copenhague, Sigurd est devenu professeur dans l'ancien monastère de Skálholt, qui est resté le centre religieux et éducatif de l'Islande, même après l'introduction du protestantisme dans l'île en 1551.
La carte originale de 1570 ne subsiste plus. Une copie a été faite en 1690 par Thordur Thorlaksson, également connu sous son nom latinisé, Thorlacius, évêque de Skálholt. La carte est conservée dans les collections de la Bibliothèque royale du Danemark.

## Fouilles archéologiques
Des recherches archéologiques ont été menées sur place de 1954 à 1958. Elles ont permis de mettre en évidence notamment les restes de l'église médiévale, et amené la découverte du sarcophage en pierre de l'évêque Páll Jónsson (1155-1211), actuellement exposé dans l'église actuelle. En 1958, le passage souterrain reliant l'église au tertre où se dressaient les habitations a été reconstruit.
On peut également voir sur place une Bible datée de 1584 (en vitrine), ainsi que différentes pierres tombales anciennes.

## Patrimoine naturel et architectural
L'église d'aujourd'hui, construite entre 1956 et 1963 semble assez démesurée pour le lieu. Elle mesure, en effet, 30 m de longueur, mais en fait les bâtiments qui l'ont précédée atteignirent 50 m. Les autres pays scandinaves ont participé à la décoration intérieure de l'église moderne.